# ماكسيم نايس
ماكسيم نايس (28 أكتوبر 1996 ببلجيكا - ) هو لاعب كرة قدم بلجيكي في مركز الوسط. لعب مع فاسلاند بيفيرين.

## روابط خارجية
- ماكسيم نايس على موقع قاعدة بيانات كرة القدم.إي يو (الإنجليزية)
- ماكسيم نايس على موقع Soccerway.com (الإنجليزية)